# Aleuryty

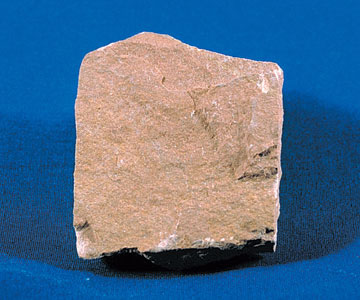
Aleuryt

Aleuryty (siltyty)  to pylaste, luźne bądź zwięzłe, skały okruchowe. Zbudowane są z nagromadzonych okruchów mineralnych, pochodzących ze zwietrzałych skał. 
Według klasyfikacji opartej na wielkości ziaren są to osadowe skały drobnookruchowe o średnicy ziaren od 0,01 mm do 0,1 mm lub od 0,0063 do 0,063 mm. Składają się głównie z ziarn frakcji aleurytowej (pyłowej), która reprezentowana jest przez m.in. pyły, muły, mułowce, lessy.